# Futbol'nyj Klub Dnipro 2003-2004
Questa voce raccoglie le informazioni riguardanti il Futbol'nyj Klub Dnipro nelle competizioni ufficiali della stagione 2003-2004.

## Stagione
In campionato il Dnipro rimase sempre ai vertici della classifica, pur senza lottare per il titolo, terminando la stagione al terzo posto, ma togliendosi la soddisfazione di battere in casa le prime due in classifica, Dinamo Kiev e Shakhtar.
Ottimo anche il rendimento in Coppa UEFA dove, pur provenendo dal turno preliminare, arrivò ai sedicesimi dove fu eliminato dall'Olympique Marsiglia di Drogba, destinato ad arrivare fino in finale.
In Coppa arrivò fino in finale, dopo aver sconfitto ai rigori in semifinale la Dinamo Kiev: qui fu sconfitta dallo Shakhtar per 2-0.
In tutta la stagione il Dnipro rimase imbattuto in casa fino al 19 giugno, quando nell'ultima giornata di campionato subì una sconfitta, per altro ininfluente, da parte del Borysfen.

## Risultati

### Vyšča Liha
| Boryspil 12 luglio 2003, ore ?:? 1ª giornata | Borysfen | 0 – 2 | Dnipro | Kolos Stadium (Borispil) |

| Dnipropetrovsk 17 luglio 2003, ore ?:? 2ª giornata | Dnipro | 4 – 1 | Karpaty | Stadio Meteor |

| Kropyvnyc'kyj 22 luglio 2003, ore ?:? 3ª giornata | Zirka | 0 – 3 | Dnipro |  |

| Dnipropetrovsk 27 luglio 2003, ore ?:? 4ª giornata | Dnipro | 1 – 0 | Obolon' | Stadio Meteor |

| Kiev 3 agosto 2003, ore ?:? 5ª giornata | Dinamo Kiev | 2 – 1 | Dnipro |  |

| Dnipropetrovsk 18 agosto 2003, ore ?:? 6ª giornata | Dnipro | 2 – 0 | Illičivec' | Stadio Meteor |

| Donec'k 31 agosto 2003, ore ?:? 7ª giornata | Metalurh Donec'k | 3 – 1 | Dnipro | Metalurh Stadium |

| Dnipropetrovsk 14 settembre 2003, ore ?:? 8ª giornata | Dnipro | 2 – 1 | Vorskla | Stadio Meteor |

| Simferopoli 19 settembre 2003, ore ?:? 9ª giornata | Tavrija | 0 – 2 | Dnipro | Stadio Lokomotiv di Tavriya |

| Dnipropetrovsk 28 settembre 2003, ore ?:? 10ª giornata | Dnipro | 5 – 1 | Volyn' | Stadio Meteor |

| Odessa 4 ottobre 2003, ore ?:? 11ª giornata                                | Čornomorec' | 2 – 1 referto | Dnipro | Stadio Centralnij-Čornomorec (13.000 spett.) |
| \| \| \| \| \| Kucherevsk 38’ Miterev 82’ \| Marcatori \| Nazarenko 77’ \| |             |               |        |                                              |
|                                                                            |             |               |        |                                              |
| Kucherevsk 38’ Miterev 82’                                                 | Marcatori   | Nazarenko 77’ |        |                                              |

| Dnipropetrovsk 19 ottobre 2003, ore ?:? 12ª giornata | Dnipro | 0 – 0 | Arsenal Kiev | Stadio Meteor |

| Kryvyj Rih 25 ottobre 2003, ore ?:? 13ª giornata | Kryvbas | 1 – 2 | Dnipro | Stadio Metalurg |

| Donec'k 3 novembre 2003, ore ?:? 14ª giornata | Šachtar | 1 – 1 | Dnipro |  |

| Dnipropetrovsk 10 novembre 2003, ore ?:? 15ª giornata | Dnipro | 0 – 0 | Metalurh Zaporižžja | Stadio Meteor |

| Zaporižžja 14 marzo 2004, ore ?:? 16ª giornata | Metalurh Zaporižžja | 0 – 0 | Dnipro | Slavutyč-Arena |

| Dnipropetrovsk 20 marzo 2004, ore ?:? 17ª giornata | Dnipro | 1 – 0 | Šachtar | Stadio Meteor |

| Dnipropetrovsk 27 marzo 2004, ore ?:? 18ª giornata | Dnipro | 2 – 1 | Kryvbas | Stadio Meteor |

| Kiev 4 aprile 2004, ore ?:? 19ª giornata | Arsenal Kiev | 1 – 1 | Dnipro | Stadio Kolos |

| Dnipropetrovsk 10 aprile 2004, ore ?:? 20ª giornata | Dnipro | 1 – 0 | Čornomorec' | Stadio Meteor |

| Luc'k 16 aprile 2004, ore ?:? 21ª giornata | Volyn' | 2 – 2 | Dnipro | Stadio Avanhard |

| Dnipropetrovsk 24 aprile 2004, ore ?:? 22ª giornata | Dnipro | 3 – 1 | Tavrija | Stadio Meteor |

| Poltava 2 maggio 2004, ore ?:? 23ª giornata | Vorskla | 0 – 2 | Dnipro | Stadio Vorskla |

| Dnipropetrovsk 9 maggio 2004, ore ?:? 24ª giornata | Dnipro | 0 – 0 | Metalurh Donec'k | Stadio Meteor |

| Mariupol 16 maggio 2004, ore ?:? 25ª giornata | Illičivec' | 3 – 1 | Dnipro | Illičivec' Stadium |

| Dnipropetrovsk 22 maggio 2004, ore ?:? 26ª giornata | Dnipro | 1 – 0 | Dinamo Kiev | Stadio Meteor |

| Kiev 26 maggio 2004, ore ?:? 27ª giornata | Obolon' | 2 – 2 | Dnipro | Stadio Obolon |

| Dnipropetrovsk 10 giugno 2003, ore ?:? 28ª giornata | Dnipro | 1 – 0 | Zirka | Stadio Meteor |

| Leopoli 14 giugno 2004, ore ?:? 29ª giornata | Karpaty | 0 – 0 | Dnipro | Stadio Ucraina |

| Dnipropetrovsk 19 giugno 2004, ore ?:? 30ª giornata | Dnipro | 0 – 1 | Borysfen | Stadio Meteor |

### Coppa d'Ucraina
| Černihiv 9 agosto 2003, ore ?:? 1º turno | Desna Černihiv | 0 – 2 | Dnipro | Stadion Yuri Gagarin |

| Brovary 24 agosto 2003, ore ?:? 2º turno | Nafkom Brovary | 0 – 1 | Dnipro |  |

| Dnipropetrovsk 29 ottobre 2003, ore ?:? Ottavi di finale | Dnipro | 3 – 0 | Arsenal Kiev | Stadio Meteor |

| Dnipropetrovsk 16 novembre 2003, ore ?:? Andata dei Quarti di finale | Dnipro | 4 – 1 | Tavrija | Stadio Meteor |

| Simferopoli 20 novembre 2003, ore ?:? Ritorno dei Quarti di finale | Tavrija | 1 – 2 | Dnipro | Stadio Lokomotiv di Tavriya |

| Arbitro: | Andriy Shandor |

|                         |           |  |
| Kostyshyn 15’ Rykun 61’ | Marcatori |  |

| Kiev 20 aprile 2004, ore ?:? Ritorno delle Semifinali | Dinamo Kiev          | 2 – 0 referto                       | Dnipro | (16.800 spett.) |
| \| \| \| \| \| Gavrancic 44’ Verpakovskis 74’ \| Marcatori \| \| \| Gavrancic Belkevich Diogo Rincón Sablic Peev \| Tiri di rigore 1 – 2 \| Rotan Lysytsky Motuz Rykun Shelayev \| |                      |                                     |        |                 |
| |                      |                                     |        |                 |
| Gavrancic 44’ Verpakovskis 74’ | Marcatori            |                                     |        |                 |
| Gavrancic Belkevich Diogo Rincón Sablic Peev | Tiri di rigore 1 – 2 | Rotan Lysytsky Motuz Rykun Shelayev |        |                 |

| Arbitro: | Sergiy Shebek |

|                         |           |  |
| Belik 1’ Tymoshchuk 18’ | Marcatori |  |

### Coppa UEFA
| Arbitro: | Pavel Saliy |

|  |           |           |
|  | Marcatori | 88’ Rykun |

| Arbitro: | Zohrab Gadiyev |

|           |           |  |
| Rykun 75’ | Marcatori |  |

| Arbitro: | Martin Ingvarsson |

|                             |           |                 |
| Hoogma 49’ (rig.) Romeo 81’ | Marcatori | 10’ Venhlinskiy |

| Arbitro: | Douglas McDonald |

|                                          |           |  |
| Mykhaylenko 5’ Rykun 68’ Venhlinskiy 79’ | Marcatori |  |

| Arbitro: | Fritz Stuchlik |

|  |           |                              |
|  | Marcatori | 8’ Venhlinskiy 84’ Maksymyuk |

| Arbitro: | Zsolt Szabó |

|                 |           |              |
| Venhlinskiy 64’ | Marcatori | 62’ Sedloski |

| Arbitro: | Georgios Kasnaferis |

|                   |           |  |
| Drogba 54’ (rig.) | Marcatori |  |

| Dnipropetrovsk 3 marzo 2004, ore 17:00 (CET) Ritorno del 3º turno | Dnipro          | 0 – 0 referto | Olympique Marsiglia | Stadio Meteor\| Arbitro: \| Claus Bo Larsen \| |
| Arbitro:                                                          | Claus Bo Larsen |               |                     |                                                |

## Statistiche

### Statistiche di squadra
| Competizione    | Punti | In casa | In casa | In casa | In casa | In casa | In casa | In trasferta | In trasferta | In trasferta | In trasferta | In trasferta | In trasferta | Totale | Totale | Totale | Totale | Totale | Totale |
| Competizione    | Punti | G       | V       | N       | P       | Gf      | Gs      | G            | V            | N            | P            | Gf           | Gs           | G      | V      | N      | P      | Gf     | Gs     |
| --------------- | ----- | ------- | ------- | ------- | ------- | ------- | ------- | ------------ | ------------ | ------------ | ------------ | ------------ | ------------ | ------ | ------ | ------ | ------ | ------ | ------ |
| Vyšča Liha      | 57    | 15      | 11      | 3       | 1       | 23      | 6       | 15           | 5            | 6            | 4            | 21           | 17           | 30     | 16     | 9      | 5      | 44     | 23     |
| Coppa d'Ucraina | -     | 3       | 3       | 0       | 0       | 9       | 1       | 5            | 3            | 0            | 2            | 5            | 5            | 8      | 6      | 0      | 2      | 14     | 6      |
| Coppa UEFA      | -     | 4       | 2       | 2       | 0       | 5       | 1       | 4            | 2            | 0            | 2            | 4            | 3            | 8      | 4      | 2      | 2      | 9      | 4      |
| Totale          | -     | 22      | 16      | 5       | 1       | 37      | 8       | 24           | 10           | 6            | 8            | 30           | 25           | 46     | 26     | 11     | 9      | 67     | 33     |